# Rookglimschoteltje
Rookglimschoteltje (Lecania naegelii) is een korstmossoort uit het geslacht glimschoteltje (Lecania). Het groeit op de bast van loofbomen en struiken onder vrij zonnige omstandigheden op lage hoogte. Zeer zelden op voedselrijke rotsen, vaak voorkomend in niet-verontreinigde gebieden.

## Determinatie
Uiterlijke kenmerken
Rookglimschoteltje is een korstvormig korstmos. Het thallus is lichtgroen-grijs, asgrauw of wit of bleek bruingrijs. Apotheciën staan verspreid maar vaak in kleine groepjes en hebben een diameter van 0,2–0,6(–0,8) mm. De kleur van een apothecium is wit, blauwgrijs, grijsbruin tot zwart, vaak gevlekt, geelachtig roze of vertroebeld vleeskleur, roze, bijna roodbruin tot donkerbruin en dan zwart wordend. Onder vochtige omstandigheden zijn bleek en doorschijnend. De pycnidiën zijn zeer zeldzaam aanwezig en zijn ca. 120 µm in diameter.
Rookglimschoteltje heeft de volgende kleurreacties: K-, C-, P-.
Microscopische kenmerken
De asci zijn 8-sporig. De ascosporen zijn 4-cellig, hyaliene, langwerpig tot spoelvormig tot ellipsoïde of dactyloïde, vaak gebogen tot bijna reniform. De sporenmaat is 14–20 × 4–5,5 µm. Pycnidiën meten 14-18 × 0,8 µm ook macroconidia 33–44 × 1,2–1,5 µm en 7–9-septaat (Ekman 1996).

## Verspreiding
Deze soort is wijdverbreid in heel Europa, Noord-Amerika en Azië. In Nederland komt het vrij algemeen voor. Het staat niet op de rode lijst en is niet bedreigd.  

## Taxonomie
Ramalinaceae werd vaak beschouwd als soort in het geslacht Bacidia, waar het niet thuishoort. In 1994 is het overgeplaatst naar het geslacht Lecania. Moleculair onderzoek heeft aangetoond dat Lecania naegelii nauw verwant is aan Bacidina phacodes (Ekman 2001), maar deze is nog niet heringedeeld.